# Кисса Кабанбай
«Кисса́ Кабанба́й» (каз. Қисса Қабанбай, Қабанбай батыр қиссасы — «Сказание о Кабанбае») — казахский героический эпос.
Эпос повествует о легендарном казахском батыре Кабанбае (1692—1770). «Кисса Кабанбай» является одним из наиболее крупных произведений об этом богатыре, наряду с эпосами «Ер Кабанбай», «Кабанбай-батыр» и «Рассказ о Каракерей Кабанбай-батыре». В 1958 его записал А. Курманов, живший в ауле Жарбулак Маканшинского района Восточно-Казахстанской области.
Сюжет эпоса совпадает с другими эпосами о Кабанбай-батыре. Главное отличие — смерть Султанкары, сына Атеке-жырыка. Эти факты совпадают со сведениями Чокана Валиханова, который писал: «Атеке-улы Карабек, погибший в 1770 в казахско-киргизском поединке».